# Nastri d'argento 1986
La 41ª edizione dei Nastri d'argento si è svolta il 19 luglio 1986 a Taormina.

## Vincitori e candidati
I vincitori sono indicati in grassetto, a seguire gli altri candidati.

### Regista del miglior film
- Mario Monicelli - Speriamo che sia femmina
- Lina Wertmüller - Un complicato intrigo di donne, vicoli e delitti
- Federico Fellini - Ginger e Fred

### Migliore regista esordiente
- Enrico Montesano - A me mi piace
- Valerio Zecca - Chi mi aiuta?
- Carlo Cotti - Sposerò Simon Le Bon

### Miglior produttore
- Fulvio Lucisano - per il complesso della produzione
- Mario Cecchi Gori e Vittorio Cecchi Gori - per il complesso della produzione
- Achille Manzotti - La messa è finita
- Alberto Grimaldi - Ginger e Fred

### Miglior soggetto originale
- Peter Del Monte - Piccoli fuochi
- Nanni Moretti e Sandro Petraglia - La messa è finita
- Tullio Pinelli - Speriamo che sia femmina

### Migliore sceneggiatura
- Tullio Pinelli, Suso Cecchi D'Amico, Mario Monicelli, Leonardo Benvenuti e Piero De Bernardi - Speriamo che sia femmina
- Nanni Moretti e Sandro Petraglia - La messa è finita
- Lina Wertmüller ed Elvio Porta - Un complicato intrigo di donne, vicoli e delitti

### Migliore attrice protagonista
- Giulietta Masina - Ginger e Fred
- Valeria Golino - Piccoli fuochi
- Ida Di Benedetto - La ballata di Eva
- Marisa Laurito - Il tenente dei carabinieri

### Migliore attore protagonista
- Marcello Mastroianni - Ginger e Fred
- Carlo Verdone - Troppo forte
- Carlo Delle Piane - Festa di laurea

### Migliore attrice non protagonista
- Isa Danieli - Un complicato intrigo di donne, vicoli e delitti
- Barbara De Rossi - Mamma Ebe
- Athina Cenci - Speriamo che sia femmina

### Migliore attore non protagonista
- Gastone Moschin - Amici miei - Atto IIIº
- Ferruccio De Ceresa - La messa è finita
- Franco Fabrizi - Ginger e Fred
- Giuliano Gemma - Speriamo che sia femmina

### Migliore attore esordiente
- Elvio Porta - Un complicato intrigo di donne, vicoli e delitti
- Stefano Maria Mioni - Un ragazzo come tanti
- Federico Pitzalis - Diavolo in corpo

### Migliore attrice esordiente
- Enrica Maria Scrivano - Interno berlinese
- Vanessa Gravina - Colpo di fulmine

### Migliore musica
- Tony Esposito - Un complicato intrigo di donne, vicoli e delitti
- Nicola Piovani - Ginger e Fred
- Riz Ortolani - Festa di laurea

### Migliore fotografia
- Marcello Gatti - Inganni
- Tonino Delli Colli ed Ennio Guarnieri - Ginger e Fred
- Giuseppe Lanci - Un complicato intrigo di donne, vicoli e delitti

### Migliore scenografia
- Dante Ferretti - Ginger e Fred
- Enrico Job - Un complicato intrigo di donne, vicoli e delitti
- Luciano Ricceri - Interno berlinese
- Lorenzo Baraldi - Joan Lui - Ma un giorno nel paese arrivo io di lunedì

### Migliori costumi
- Danilo Donati - Ginger e Fred
- Aldo Buti - La venexiana

### Migliore attrice straniera
- Ángela Molina - Un complicato intrigo di donne, vicoli e delitti
- Meryl Streep - La mia Africa

### Migliore attore straniero
- Philippe Noiret - Colpo di spugna
- Jack Nicholson - L'onore dei Prizzi
- Dustin Hoffman - Morte di un commesso viaggiatore

### Regista del miglior film straniero
- Sydney Pollack - La mia Africa (Out of Africa)
- Mike Newell - Ballando con uno sconosciuto (Dance with a Stranger)
- John Huston - L'onore dei Prizzi (Prizzi's Honor)

### Eccezionali qualità tecniche
- Ruggero Mastroianni per il montaggio di Speriamo che sia femmina

### Miglior cortometraggio
- Milano '83 di Ermanno Olmi

### Miglior produttore di cortometraggi
- Corona Cinematografica - per il complesso della produzione